# Campeonato Profesional 1970
Il Campeonato Profesional 1970 fu la 23ª edizione della massima serie del campionato colombiano di calcio, e fu vinta dal Deportivo Cali.

## Avvenimenti
Il campionato mantiene la formula dell'anno precedente, con le stesse partecipanti. Per la prima volta il girone finale si disputa tra 4 squadre.

## Partecipanti
- América de Cali
- Atlético Bucaramanga
- Atlético Junior
- Atlético Nacional
- Cúcuta Deportivo
- Deportes Quindío
- Deportes Tolima
- Deportivo Cali
- Deportivo Pereira
- Independiente Medellín
- Millonarios
- Once Caldas
- Santa Fe
- Unión Magdalena

## Torneo Apertura
|  | Pos. | Squadra                | Pt | G  | V  | N  | P  | GF | GS | DR  |
|  | ---- | ---------------------- | -- | -- | -- | -- | -- | -- | -- | --- |
|  | 1.   | Santa Fe               | 37 | 26 | 14 | 9  | 3  | 40 | 21 | +19 |
|  | 2.   | Atlético Junior        | 33 | 26 | 12 | 9  | 5  | 41 | 30 | +11 |
|  | 3.   | Once Caldas            | 31 | 26 | 12 | 7  | 7  | 43 | 43 | 0   |
|  | 4.   | Independiente Medellín | 30 | 26 | 12 | 6  | 8  | 32 | 29 | +3  |
|  | 5.   | Cúcuta Deportivo       | 28 | 26 | 10 | 8  | 8  | 43 | 30 | +13 |
|  | 6.   | Millonarios            | 27 | 26 | 8  | 11 | 7  | 41 | 29 | +12 |
|  | 7.   | Deportivo Cali         | 26 | 26 | 8  | 10 | 8  | 33 | 30 | +3  |
|  | 8.   | Atlético Nacional      | 26 | 26 | 10 | 6  | 10 | 40 | 43 | -3  |
|  | 9.   | Unión Magdalena        | 25 | 26 | 7  | 11 | 8  | 31 | 36 | -5  |
|  | 10.  | América de Cali        | 24 | 26 | 8  | 8  | 10 | 30 | 35 | -5  |
|  | 11.  | Deportes Quindío       | 21 | 26 | 3  | 15 | 8  | 24 | 37 | -13 |
|  | 12.  | Atlético Bucaramanga   | 20 | 26 | 7  | 6  | 13 | 30 | 42 | -12 |
|  | 13.  | Deportes Tolima        | 19 | 26 | 4  | 11 | 11 | 27 | 37 | -10 |
|  | 14.  | Deportivo Pereira      | 17 | 26 | 3  | 11 | 12 | 30 | 43 | -13 |

Legenda:
         Qualificato al girone finale.
Note:
Due punti a vittoria, uno a pareggio, zero a sconfitta.

## Torneo Finalización
|  | Pos. | Squadra                | Pt | G  | V  | N  | P  | GF | GS | DR  |
|  | ---- | ---------------------- | -- | -- | -- | -- | -- | -- | -- | --- |
|  | 1.   | Deportivo Cali         | 37 | 26 | 13 | 11 | 2  | 34 | 15 | +19 |
|  | 2.   | Cúcuta Deportivo       | 33 | 26 | 15 | 3  | 8  | 47 | 38 | +9  |
|  | 3.   | Santa Fe               | 30 | 26 | 9  | 12 | 5  | 46 | 31 | +15 |
|  | 4.   | Unión Magdalena        | 30 | 26 | 12 | 6  | 8  | 37 | 32 | +5  |
|  | 5.   | América de Cali        | 29 | 26 | 9  | 11 | 6  | 36 | 28 | +8  |
|  | 6.   | Millonarios            | 29 | 26 | 11 | 7  | 8  | 34 | 28 | +6  |
|  | 7.   | Independiente Medellín | 26 | 26 | 9  | 8  | 9  | 28 | 30 | -2  |
|  | 8.   | Once Caldas            | 25 | 26 | 9  | 7  | 10 | 30 | 29 | +1  |
|  | 9.   | Atlético Junior        | 23 | 26 | 8  | 7  | 11 | 44 | 46 | -2  |
|  | 10.  | Atlético Bucaramanga   | 23 | 26 | 7  | 9  | 10 | 27 | 34 | 7   |
|  | 11.  | Deportes Tolima        | 22 | 26 | 6  | 10 | 10 | 39 | 44 | -5  |
|  | 12.  | Deportes Quindío       | 21 | 26 | 7  | 7  | 12 | 19 | 31 | -12 |
|  | 13.  | Deportivo Pereira      | 20 | 26 | 8  | 4  | 14 | 32 | 52 | -20 |
|  | 14.  | Atlético Nacional      | 16 | 26 | 3  | 10 | 13 | 28 | 43 | -15 |

Legenda:
         Qualificato al girone finale.
Note:
Due punti a vittoria, uno a pareggio, zero a sconfitta.

## Girone finale
|                     | Pos. | Squadra          | Pt | G | V | N | P | GF | GS | DR |
| ------------------- | ---- | ---------------- | -- | - | - | - | - | -- | -- | -- |
| Colombia (bandiera) | 1.   | Deportivo Cali   | 7  | 6 | 2 | 3 | 1 | 7  | 3  | +4 |
|                     | 2.   | Atlético Junior  | 7  | 6 | 2 | 3 | 1 | 9  | 6  | +3 |
|                     | 3.   | Santa Fe         | 7  | 6 | 1 | 5 | 0 | 8  | 6  | +2 |
|                     | 4.   | Cúcuta Deportivo | 3  | 6 | 0 | 3 | 3 | 5  | 14 | -9 |

Legenda:

         Campione di Colombia 1970 e qualificato alla Coppa Libertadores 1971
         Qualificato alla Coppa Libertadores 1971
Note:
Due punti a vittoria, uno a pareggio, zero a sconfitta.

## Statistiche

### Classifica marcatori
| Gol |  |  | Giocatore             | Squadra              |
| --- |  |  | --------------------- | -------------------- |
| 27  |  |  | José María Ferrero    | Cúcuta Deportivo     |
| 27  |  |  | Walter Sossa          | Santa Fe             |
| 24  |  |  | Armando Miranda       | Atlético Junior      |
| 23  |  |  | Andrés Salazar        | Atlético Junior      |
| 21  |  |  | Pedro Prospitti       | Millonarios          |
| 20  |  |  | Pedro Alzate          | Santa Fe             |
| 18  |  |  | Gustavo Ramírez       | Cúcuta Deportivo     |
| 17  |  |  | Rigoberto Moreno      | Atlético Bucaramanga |
| 17  |  |  | Fabio Mosquera        | Cúcuta Deportivo     |
| 15  |  |  | Jorge Ramírez Gallego | Deportivo Cali       |